# Brahmapuri (Sarlahi)
Pour les articles homonymes, voir Brahmapuri.
Brahmapuri (en népalais : ब्रह्मपुरी) est un comité de développement villageois du Népal situé dans le district de Sarlahi. Au recensement de 2011, il comptait 8 556 habitants.